# Codex Gisle

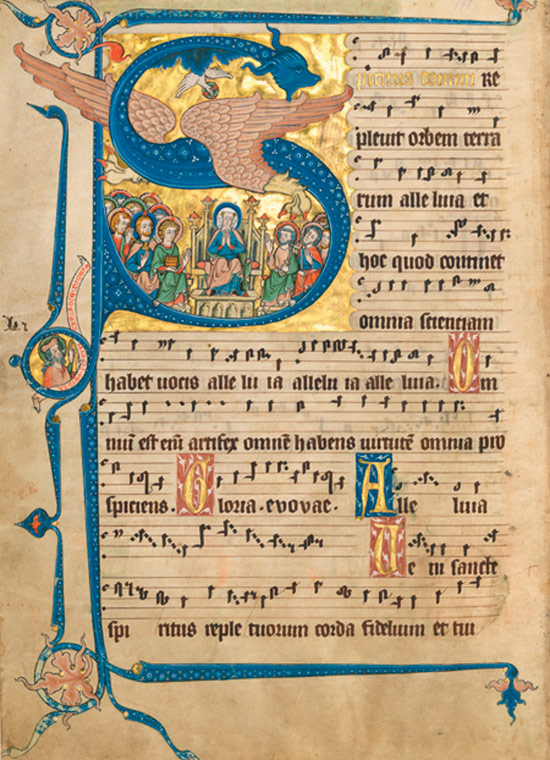
Codex Gisle - Spiritus Domini replevit orbem terrarum

O Gradual de Gisela de Kerssenbrock, ou Codex Gisle, é um manuscrito iluminado por Gisela de Kerzenbroeck excepcionalmente suntuoso, dado que contém as partes musicais da missa. Sua magnífica ornamentação, com 53 grandes iniciais historiadas e mais de 200 iniciais menores, ouro polido brilhante, medalhões decorados, escrita dourada e notação musical colorida.
Testemunhando a excelente qualidade da iluminação de livros góticos alemães, o Codex Gisle é realmente único em nossa área. As iniciais ricamente decoradas do códice demonstram claramente o alto padrão estabelecido para cantos monásticos. Com a edição de um fac-símile pela Quaternio Editions Lucerne, este tesouro foi recuperado e colocado ao lado das melhores obras de arte europeias.